# Tropidomyia frontosa
Tropidomyia frontosa är en tvåvingeart som beskrevs av Krober 1940. Tropidomyia frontosa ingår i släktet Tropidomyia och familjen stekelflugor. Inga underarter finns listade i Catalogue of Life.